# Vlag van Maine-et-Loire

Vlag van Maine-et-Loire

De vlag van Maine-et-Loire is de niet-officiële vlag van het Franse departement Maine-et-Loire. Net als de meeste andere departementen van Frankrijk heeft Maine-et-Loire geen officiële vlag, maar wordt de hier rechts afgebeelde vlag op niet-officiële wijze gebruikt. De vlag is afgeleid van het wapen van dit departement.
De vlag is in tweeën gedeeld: Ten eerste (links), halfweg blauw, met drie gele lelies en een rood kader; Ten tweede (rechts), Blauw, met een rode patriarchaal kruis omrand met goud.
Links staat de vlag van de voormalige provincie Anjou; Rechts staat het patriarchale kruis van Anjou, dat het kruis van Lotharingen werd toen koning René I, zoon van Lodewijk II van Anjou, in 1420 in het hertogdom Lotharingen trad.
Naast deze vlag is er een logovlag in gebruik.

Vlag van Anjou
Logovlag (variant 1)
Logovlag (variant 2)